# Garnanäs
Garnanäs is een plaats in de gemeente Ronneby in het landschap Blekinge en de provincie Blekinge län in Zweden. De plaats heeft 52 inwoners (2005) en een oppervlakte van 34 hectare.